# Lucas Tousart
Lucas Simon Pierre Tousart (Arras, 29 de abril de 1997) é um futebolista francês que atua como volante. Atualmente, joga no 1. FC Union Berlin.

## Carreira
Lucas Tousart começou a carreira no Valenciennes.

## Títulos
França
- Campeonato Europeu Sub-19: 2016

### Prêmios individuais
- Equipe do torneio do Campeonato Europeu Sub-19 de 2016[3]